# Бенкет у будинку Левія
«Бенкет у будинку Левія» (італ. Cena a casa di Levi) — картина італійського живописця Паоло Веронезе (1528—1588), представника венеційської школи. Створена у 1573 році. Зберігається в колекції Галереї Академії у Венеції. Спочатку картина називалася «Таємна вечеря», однак після втручання Святої інквізиції художник був змушений дати картині нову назву.

## Історія
Велике полотно було написане для трапезної домініканського монастиря Санті-Джованні е Паоло у Венеції. Припускається, що картина спочатку задумувалась на зовсім інший сюжет: «Таємна вечеря», оскільки на місці твору раніше знаходилась «Таємна вечеря» роботи Тіціана, що згоріла під час пожежі 1571 року, «Бенкет у домі Симиона» або якийсь інший бенкет. З 1815 року зберігається у колекції Галереї Академії у Венеції.
Окрім фігур Ісуса Христа і апостолів на картині зображені численні персонажі у невимушених позах і сучасному одязі, які здаються абсолютно чужими для релігійного зібрання. Подібна вільність інтерпретації євангельської сцени повинна були привернути увагу церковну владу, яка уважно слідкувала після Тридентського собору за культовим живописом, аби художники дотримувались приписів, виданих самим собором: відразу після завершення роботи, Веронезе, за підозрою в єресі, викликали до інквізиційного трибуналу для пояснень, чому на картині зображені «непристойності».
Художник намагався відстоювати свою творчу свободу, однак йому дали три місяці і наказали внести до картини зміни. Однак насправді він обмежився тим, що просто перейменував полотно на «Бенкет у будинку Левія», нанісши на верхню частину пілястри біля сходів ліворуч напис латинською мовою з Євангеліє від Луки (Лк. 5:29): «І зробив для нього Левій велике частування».

## Опис
Веронезе відомий своїми багатолюдними полотнами, на яких зображені біблійські бенкети і трапези. Ця композиція є квінтесенцією його пошуків у цьому напрямку. Картина схожа на театральну виставу, що розігрується на фоні намальованого пейзажу, і вписується у класичну архітектурну декорацію у вигляді тріумфальної арки, навіяну класичними роботами популярних на той час Андреа Палладіо і Якопо Сансовіно.
Використовуючи палітру у яскравих фарбах, Веронезе змальовує великий натовп персонажів: турків, чорношкірих, охоронців, аристократів, блазнів і собак. У центрі картини зображений Ісус Христос, одягнений у ніжно-рожеву туніку, фігура якого, виділяється серед учасників застілля на фоні неба. Юда зображений з іншого боку стола від Христа, який повернув голову і зупинив свій погляд на темношкірому слузі, що вказує на пса, який спостерігає за котом, що грається під столом з кісточками.
Вважається, що персонаж у пишному одязі, що стоїть коло сходів ліворуч, поруч великої колони, і є сам художник. За іншою версією, це може бути господар дому, розпорядник свята, який з відкритими обіймами зустрічає своїх гостей. На питання інквізитора, чому на картині зображений блазень з папугою, Веронезе відповів, що він ввів цю фігуру для «прикрашення сцени», і додав: «Якщо на картині лишається місце, я йду за уявою і малюю інші фігури».
Засудження церковної влади викликало зображення двох фігур «німців з алебардами», що сприйнялися як символ Німеччини, що «заражена єрессю». Веронезе стверджував, що це гвардійці охорони: «…мені здавалось правильним, що настільки великодушний і заможний патрон повинен мати подібних слуг».